# 周德兴
周德興（14世纪？—1392年），濠州（今安徽鳳陽）人，明初將領，後被明太祖朱元璋殺害。

## 生平
周是朱元璋幼時玩伴，朱元璋呼之为兄。周很早就為朱元璋效力，累積戰功，遷左翼大元帥，後升指揮使、湖廣行省左丞。洪武三年（1370年）封江夏侯，後來被任命為將軍出征湖南、四川及廣西。洪武十四年平五溪（約在今湖南西部一帶）少數民族叛亂。十八年隨楚王朱楨討伐思州（在今貴州省內）少數民族叛亂。洪武二十年（1387年）三月，復令周德興到福建，委以防倭日本倭寇重任，築城一十六。
洪武十六年，周德興之子周驥夥同右軍都督王誠之子王庸等入宮為非。洪武二十五年（1392年）八月，周驥被揭發同宮女亂搞關係，以“帷德不修”罪名，父子連坐誅死，命收其公田。